# Carlos Jayme
Carlos Jayme, né le 13 juin 1980 à Goiânia, est un nageur brésilien.

## Biographie
Aux Jeux olympiques d'été de 2000 à Sydney, Carlos Jayme remporte la médaille de bronze à l'issue de la finale du relais 4x100m nage libre en compagnie de Gustavo Borges, Edvaldo Valério et Fernando Scherer.